# Kučera
A Kučera, női változata Kučerová cseh vagy szlovák eredetű családnév. Magyar változata a Kucsera. Tulajdonságnév, melynek jelentése göndör hajú (cseh: kučera = kadeř). 2019-ben nem szerepelt a leggyakoribb száz családnév között Magyarországon. 2016-ban 15 124 személy viselte a Kučera és 15 699 a Kučerová családnevet Csehországban ezzel a 14. illetve 13. volt a családnevek rangsorában.

## Híres Kučera, Kucsera nevű személyek
Kučera
- Ivo Kučera (1947) cseh színész, drámaíró
- Jan Kučera (1977) cseh karmester, zeneszerző, zongoraművész
- Jaroslav Kučera (1929–1991) cseh operatőr
- Michal Kučera (1968) cseh politikus
- Miloslav Kučera (1942–2018) cseh politikus, színházi rendező
- Miloslav Kučera (1956) cseh politikus
- Rudolf Kučera (1947–2019) cseh történész, politológus
- Tomáš Kučera (1977) cseh labdarúgó
- Vojtěch Kučera (1975) cseh költő

Kucsera
- Kucsera Dezső, Háy Gyula által alkotott fiktív alak, a pöffeszkedő, dilettáns bürokrata paródiája[4]
- Kucsera Ferenc (1892–1919) római katolikus káplán, vértanú
- Kucsera Gábor (1949–2015) úszó olimpikon, vízilabdázó
- Kucsera Gábor (1982) világbajnok kajakos
- Kucsera Géza (1948) vajdasági magyar politikus
- Kucsera István (? – ?) kétszeres magyar bajnok labdarúgó
- Kucsera János (17. század) iskolarektor Rózsahegyen
- Kucsera Lilla (1991) labdarúgó
- Kucsera Péter (1995) válogatott jégkorongozó